# Lijst van bijnamen van bekende personen
Dit is een lijst van bijnamen van bekende personen die geen politicus of sportfiguur zijn. Een verklaring voor de bijnamen is meestal in de desbetreffende artikelen zelf terug te vinden.
| Naam                                      | Bijnaam                                                                                                |
| ----------------------------------------- | --- |
| Jaap Amesz                                | Terror Jaap                                                                                            |
| Victoria Adams                            | Posh Spice                                                                                             |
| Louis Armstrong                           | Satchmo, Pops                                                                                          |
| Melanie B                                 | Scary Spice                                                                                            |
| Vilma Bánky                               | The Hungarian Rhapsody                                                                                 |
| Brigitte Bardot                           | B.B.                                                                                                   |
| Klaus Barbie                              | De Slachter van Lyon                                                                                   |
| Gilbert Bécaud                            | Monsieur 100.000 Volts                                                                                 |
| Boudewijn I van België                    | Bwana Kitoko (Congolees voor "Mooie jongen")                                                           |
| Michel Bellen                             | De Wurger van Linkeroever                                                                              |
| Nordin Benallal                           | De Paling                                                                                              |
| Jean-Marie Berckmans                      | Pafke                                                                                                  |
| David Berkowitz                           | Son of Sam                                                                                             |
| Ben Bernanke                              | Helicopter Ben                                                                                         |
| Justin Bieber                             | Prins van pop                                                                                          |
| Mel Blanc                                 | The Man of 1.000 Voices                                                                                |
| Gerrit Blom                               | Gerrit de Stotteraar                                                                                   |
| Humphrey Bogart                           | Bogey                                                                                                  |
| Pol Bollansee                             | Schele Vanderlinden                                                                                    |
| Charles Bolles                            | Black Bart                                                                                             |
| William H. Bonney                         | Billy the Kid                                                                                          |
| Louis-Paul Boon                           | De Tedere Anarchist, Vies Lowieke                                                                      |
| Clara Bow                                 | The "It" Girl                                                                                          |
| David Bowie                               | The Thin White Duke, Ziggy Stardust                                                                    |
| Jacques Brel                              | Grand Jacques                                                                                          |
| Henk Bremmer                              | De Kunstpaus (zie ook: Jan Hoet)                                                                       |
| James Brown                               | The Godfather of Soul, The Hardest Workin' Man in Show Business, Soul Brother Number One, Mr. Dynamite |
| Klaas Bruinsma                            | De Dominee                                                                                             |
| Emma Bunton                               | Baby Spice                                                                                             |
| Melanie C                                 | Sporty Spice                                                                                           |
| Roberto Calvi                             | Gods bankier                                                                                           |
| Martha Jane Cannary                       | Calamity Jane                                                                                          |
| Al Capone                                 | Scarface                                                                                               |
| Maup Caransa                              | Lijn 11                                                                                                |
| Claudia Cardinale                         | C.C.                                                                                                   |
| Johnny Cash                               | The Man in Black                                                                                       |
| Nick Cave                                 | The Prince of Darkness (zie Ozzy Osbourne)                                                             |
| Lon Chaney                                | The Man of 1.000 Faces                                                                                 |
| Charlie Chaplin                           | The (Little) Tramp, Charlot                                                                            |
| Eric Clapton                              | Slowhand                                                                                               |
| Clarence Clemons                          | The Big Man                                                                                            |
| George Clinton                            | Dr. Funkenstein                                                                                        |
| William F. Cody                           | Buffalo Bill                                                                                           |
| Leonard Cohen                             | The Poet Laureate of Melancholia, Sar HaDikdook                                                        |
| Willy Courteaux                           | De Man in het Venster                                                                                  |
| Hendrik Conscience                        | De Man Die Zijn Volk Leerde Lezen                                                                      |
| Jeanne d'Arc                              | De Maagd van Orléans                                                                                   |
| Bob Davidse                               | Nonkel Bob                                                                                             |
| Benoît de Bonvoisin                       | De Zwarte Baron                                                                                        |
| Roger De Clerck                           | Boer                                                                                                   |
| Jo De Clercq                              | Jo met de Banjo, werd ook zijn artiestennaam)                                                          |
| Wim De Craene                             | Muzikale Che Guevara                                                                                   |
| Pieter-Jan De Smet                        | Grote Zwartrok                                                                                         |
| Michiel de Swaen                          | De Vondel van Duinkerken                                                                               |
| Albert DeSalvo                            | The Boston Strangler                                                                                   |
| Phoolan Devi                              | The Bandit Queen                                                                                       |
| Michiel Devlieger                         | Red Michiel                                                                                            |
| Maurice De Wilde                          | De Pitbull van de Vlaamse Televisie, De Inquisiteur                                                    |
| Jules Deelder                             | De Nachtburgemeester van Rotterdam                                                                     |
| Ferry van Delden                          | De Smartlappenkoning                                                                                   |
| Walt Disney                               | Uncle Walt                                                                                             |
| Jessica Dragonette                        | The Princess of Song, Queen of Radio                                                                   |
| Bob Dylan                                 | Hig Bobness, The Mystery Man of Rock, Lucky Wilbury, Boo Wilbury                                       |
| Kaing Guek Eav                            | Kameraad Duch                                                                                          |
| Missy Elliott                             | Misdemeanor                                                                                            |
| Kevin Federline                           | K-Fed                                                                                                  |
| Jan Femer                                 | De Snor                                                                                                |
| Stacy Ferguson                            | Fergie                                                                                                 |
| Ella Fitzgerald                           | The First Lady of Song                                                                                 |
| Heidi Fleiss                              | The Hollywood Madam                                                                                    |
| Claude François                           | Clo-Clo                                                                                                |
| Frans Frederiks                           | Lange Frans                                                                                            |
| Philip Freriks                            | Philip De Hakkelaar                                                                                    |
| Jane Fonda                                | Hanoi Jane                                                                                             |
| Michel Fourniret                          | Het Monster van de Ardennen                                                                            |
| Aretha Franklin                           | The Queen of Soul                                                                                      |
| Clark Gable                               | The King of Hollywood                                                                                  |
| Mahatma Gandhi                            | Bapu                                                                                                   |
| Mildred Gillars                           | Axis Sally                                                                                             |
| Benny Goodman                             | The King of Swing                                                                                      |
| Sam Gooris                                | Sammeke                                                                                                |
| Robert Jasper Grootveld                   | De Rookmagiër                                                                                          |
| Jan Gualthérie van Weezel                 | Jan Hak                                                                                                |
| Patrick Haemers                           | De Blonde God                                                                                          |
| Geri Halliwell                            | Ginger Spice                                                                                           |
| Arthur Harris                             | Bomber Harris                                                                                          |
| George Harrison                           | De Stille Beatle, Nelson Wilbury, Spike Wilbury                                                        |
| Aafje Heynis                              | Hijgje Anus                                                                                            |
| Leona Helmsley                            | The Queen of Mean                                                                                      |
| Alfred Hitchcock                          | The Master of Suspense                                                                                 |
| Jan Hoet                                  | De Kunstpaus (zie ook: Henk Bremmer)                                                                   |
| Billie Holiday                            | Lady Day                                                                                               |
| Willem Holleeder                          | De Neus                                                                                                |
| Jannetje Hootsen                          | Zwarte Jannetje                                                                                        |
| Freddy Horion                             | De Zonnebril                                                                                           |
| Harry Houdini                             | De Boeienkoning                                                                                        |
| Steve Irwin                               | The Crocodile Hunter                                                                                   |
| Michael Jackson                           | The King of Pop, Wacko Jacko                                                                           |
| Jan Jacobszoon                            | Jan Tabak                                                                                              |
| Paul Jambers                              | Pieken Paultje                                                                                         |
| Floor Jansen                              | Queen of Metal, Goddess of Metal                                                                       |
| Hendrika Jansen                           | Zwarte Riek , De Jordaanprinses                                                                        |
| Simon C. Jansen                           | Simon Séance                                                                                           |
| Guy Jespers                               | Guy le beau                                                                                            |
| Billy Joel                                | Piano Man, Bill Joel, Bill Martin                                                                      |
| William Joyce                             | Lord Haw Haw                                                                                           |
| Theodore Kaczynski                        | The Unabomber                                                                                          |
| Buster Keaton                             | Buster, The Great Stone Face                                                                           |
| Jack Kevorkian                            | Dr. Death                                                                                              |
| Ilse Koch                                 | De Heks van Buchenwald                                                                                 |
| Miranda van Kralingen                     | De zingende actrice                                                                                    |
| Florence Lawrence                         | The First Moviestar, The Biograph Girl, The Girl of a Thousand Faces, The Imp Girl                     |
| Henri-Désiré Landru                       | Blauwbaard                                                                                             |
| Bruce Lee                                 | The Fastest Fist in the East                                                                           |
| Jerry Lee Lewis                           | The Killer                                                                                             |
| Jenny Lind                                | De Zweedse Nachtegaal                                                                                  |
| Charles Lindbergh                         | The Lone Eagle                                                                                         |
| Jennifer Lopez                            | J-Lo                                                                                                   |
| Michel Lotito                             | Monsieur Mangetout                                                                                     |
| Salvatore Lucania                         | Lucky Luciano                                                                                          |
| John Lundström                            | Vake Viool                                                                                             |
| Bertus Lüske                              | Bulldozer Bertus                                                                                       |
| Vera Lynn                                 | The Forces' Sweetheart                                                                                 |
| Jeff Lynne                                | Otis Wilbury, Clayton Wilbury                                                                          |
| Madonna                                   | The Queen of Pop, First Lady of Pop                                                                    |
| Mary Mallon                               | Typhoid Mary                                                                                           |
| James May                                 | Captain Slow                                                                                           |
| Paul McCartney                            | Macca                                                                                                  |
| Steve McQueen                             | The King of Cool                                                                                       |
| Paul Michiels                             | P.P. Michiels, Polle Pap                                                                               |
| Aage Meinesz                              | De Meesterkraker                                                                                       |
| Josef Mengele                             | De Engel des Doods                                                                                     |
| Pater Mestdagh                            | De Zingende Pater, De Troubadour van het Heilig Hart                                                   |
| Marilyn Monroe                            | M.M.                                                                                                   |
| Jim Morrison                              | The Lizard King                                                                                        |
| Karl Friedrich Hieronymus von Münchhausen | De Leugenbaron                                                                                         |
| Mae Murray                                | The Girl with the Bee-Stung Lips, The Gardenia of the Screen                                           |
| Sebilla Niemans                           | Blonde Dolly                                                                                           |
| Florence Nightingale                      | The Lady with The Lamp                                                                                 |
| Jamie Oliver                              | The Naked Chef                                                                                         |
| Roy Orbison                               | The Big O, The Caruso of Rock, Lefty Wilbury                                                           |
| Ozzy Osbourne                             | The Prince of Darkness (zie Nick Cave)                                                                 |
| Franciscus van Ostaden                    | d'n lange Frans                                                                                        |
| Def P.                                    | De Fitte Onuitputtelijke Rijmbom, soms ook kortweg De Rijmbom                                          |
| Charlie Parker                            | Bird                                                                                                   |
| Katy Perry                                | Prinscess of pop, Female MJ                                                                            |
| Lee Perry                                 | Scratch, The Upsetter                                                                                  |
| Tom Petty                                 | Charlie T. Wilbury, Jr Muddy Wilbury                                                                   |
| Édith Piaf                                | La Petite Môme                                                                                         |
| Mary Pickford                             | America's Sweetheart                                                                                   |
| Helena Polder                             | Tante Leen, De Nachtegaal van de Willemsstraat, de Beste Stem van de Jordaan                           |
| Elvis Presley                             | The King, The King of Rock-'n-roll, Elvis the Pelvis                                                   |
| Prince                                    | His Royal Badness, Minneapolis Midget                                                                  |
| Kees Pruis                                | De Gentleman-Humorist                                                                                  |
| Tito Puente                               | El Rey, King of the Mambo                                                                              |
| Ferenc Puskás                             | Öcsi, De Voetballende Majoor, Pancho, Cañoncito Pum                                                    |
| Jack Rackham                              | Calico Jack                                                                                            |
| Petrus Regout                             | Meneer Pie                                                                                             |
| Manfred von Richthofen                    | De Rode Baron                                                                                          |
| Bartholomew Roberts                       | Black Bart                                                                                             |
| Léon Rochtus                              | Zwarte Léon                                                                                            |
| Erwin Rommel                              | De woestijnvos                                                                                         |
| Henk Rommy                                | De Zwarte Cobra                                                                                        |
| Frans Rutten                              | Het orakel van Den Haag                                                                                |
| Ilich Ramírez Sánchez                     | Carlos de Jakhals                                                                                      |
| Henk Scholte                              | Henkie Törf                                                                                            |
| Arnold Schwarzenegger                     | The Austrian Oak, Ah-nuld, The Terminator, The Governator                                              |
| Norman Schwarzkopf jr.                    | Stormin' Norman, The Bear                                                                              |
| Gil Scott-Heron                           | The Godfather of Rap                                                                                   |
| William Shakespeare                       | De Bard                                                                                                |
| Ann Sheridan                              | The Oomph Girl                                                                                         |
| Lutgart Simoens                           | De Engel van Vlaanderen                                                                                |
| Simon Simonszoon                          | Simon de Danser                                                                                        |
| Frank Sinatra                             | The Voice, Ol' Blue Eyes                                                                               |
| Bessie Smith                              | The Queen of the Blues                                                                                 |
| Jan Smorenburg                            | De Schrik van Utrecht                                                                                  |
| Britney Spears                            | Princess of Pop                                                                                        |
| Erna Spoorenberg                          | Sperma Oorenberg                                                                                       |
| Bruce Springsteen                         | The Boss                                                                                               |
| Ilona Staller                             | La Cicciolina                                                                                          |
| Howard Stern                              | The King of All Media                                                                                  |
| Werenfried van Straaten                   | De Spekpater                                                                                           |
| Erich von Stroheim                        | The Man You Love To Hate                                                                               |
| Robert Stroud                             | The Birdman of Alcatraz                                                                                |
| Raoul Stuyck                              | Meneer Tien Procent                                                                                    |
| Maria Swanenburg                          | Goeie Mie                                                                                              |
| Edward Teach                              | Zwartbaard                                                                                             |
| Henk Terlingen                            | Apollo Henkie                                                                                          |
| Edmond Thieffry                           | De Vliegende Rechter                                                                                   |
| Merijn Tinga                              | Plastic Soup Surfer                                                                                    |
| Donald Trump                              | The Donald, Mango Mussolini, The Lizard of Oz                                                          |
| Will Tura                                 | De Keizer van het Vlaamse Lied                                                                         |
| Rudolph Valentino                         | The Great Lover, The Latin Lover                                                                       |
| Terry Van Ginderen                        | Tante Terry                                                                                            |
| Iva Toguri D'Aquino                       | Tokyo Rose                                                                                             |
| Roman von Ungern-Sternberg                | De Dolle Baron                                                                                         |
| Jean-Claude Van Damme                     | The Muscles from Brussels                                                                              |
| Johnny van Doorn                          | Johnny the Selfkicker                                                                                  |
| Staf Van Eyken                            | De Vampier van Muizen                                                                                  |
| Gloria Vanderbilt                         | The Poor Little Rich Girl                                                                              |
| Willy Vandersteen                         | De Bruegel van het Beeldverhaal                                                                        |
| Jef van de Wiele                          | Zat Jefke                                                                                              |
| Lupe Vélez                                | The Mexican Spitfire                                                                                   |
| Johan Verhoek                             | De Hakkelaar                                                                                           |
| Johan Verstreken                          | Bambi                                                                                                  |
| Vitalski                                  | Don Vitalski, De Antwerpse Nachtburgemeester                                                           |
| Joost van den Vondel                      | De Keulse Zwaan, De Prins der Dichters                                                                 |
| Maurits de Vries                          | Zwarte Joop                                                                                            |
| Karel Waeri                               | Den Gentschen Béranger                                                                                 |
| Mark Wahlberg                             | Marky Mark                                                                                             |
| Eddy Wally                                | The Voice of Europe                                                                                    |
| Andy Warhol                               | The Pope of Pop-art                                                                                    |
| John Waters                               | The Pope of Trash                                                                                      |
| John Wayne                                | The Duke                                                                                               |
| Paul Wilking                              | Pistolen Paultje                                                                                       |
| Adam Worth                                | Napoleon van de misdaad                                                                                |
| Herman van der Zandt                      | Herman de schermman                                                                                    |

## Bijnamen voor meerdere personen tegelijkertijd
| The Beatles: | The Fab Four                                          |
| De 9 klassieke Disney-animatoren (Ollie Johnston, Marc Davis, Milt Kahl, Ward Kimball, Wolfgang Reitherman, Les Clark, Frank Thomas, John Lounsbery en Eric Larson): | Disney's Nine Old Men                                 |
| Allen Ginsberg, Jack Kerouac en andere dichters van de Beat Generation:                                                                                              | Angry Young Men                                       |
| Eliot Ness en zijn agenten: | Untouchables                                          |
| Brad Pitt en Angelina Jolie: | (werden als koppel door de pers "Brangelina" genoemd) |
| Frank Sinatra, Dean Martin, Sammy Davis jr., Joey Bishop en Peter Lawford:                                                                                           | Rat Pack                                              |
| Emilio Estevez, Anthony Michael Hall, Rob Lowe, Andrew McCarthy, Demi Moore, Judd Nelson, Molly Ringwald en Ally Sheedy:                                             | Brat Pack                                             |
| Vrij algemeen toegepast: | De Grote Drie                                         |